# Ruda-Hirciîcineanska, Dunaiivți
Ruda-Hirciîcineanska (în ucraineană Руда-Гірчичнянська) este un sat în comuna Mala Kujelivka din raionul Dunaiivți, regiunea Hmelnîțkîi, Ucraina.

## Demografie
Componența lingvistică a localității Ruda-Hirciîcineanska
     Ucraineană (96,53%)
     Rusă (3,47%)
Conform recensământului din 2001, majoritatea populației localității Ruda-Hirciîcineanska era vorbitoare de ucraineană (96,53%), existând în minoritate și vorbitori de rusă (3,47%).